# ミューチュアル
株式会社ミューチュアルは、大阪府大阪市北区に本社を置き、医薬品業界・化粧品業界・製菓等の食品業界向けに自動包装機械などの製作・輸入出販売、並びに工業用ダイヤモンド販売や包装資材販売などの事業を行う企業である。

## 沿革
- 1949年　資本金150万円で大阪市北区浮田町において、国産機械の輸出を目的とし（株）ミューチュアルトレイディング（現・（株）ミューチュアル）を設立
- 1953年　本社を大阪市大淀区(現・北区)天神橋天六阪急ビルに移転  　　　　 欧米より工業用ダイヤモンドの輸入を開始
- 1961年　国内での包装機械販売を開始
- 1963年　東京都中央区銀座に東京事務所を開設（現・東京支店 千代田区神田）
- 1968年　相互自動機（株）を子会社として設立し、自動機の製作、アフターサービスにあたる
- 1978年　静岡県静岡市に静岡出張所を開設（現・静岡事務所）
- 1979年　（株）テクノ自動機製作所を設立し、相互自動機（株）を吸収合併。PTP包装機など独自の機械を開発
- 1982年　大阪府泉大津市に技術センター（現・大阪技術センター）を開設。輸入機の展示、改造、アフターサービスを行う拠点となる。
- 1987年　福岡県大野城市に福岡出張所を開設（現・福岡事務所）
- 1994年　（株）ウイスト（現・連結子会社）を設立
- 1996年　（株）テクノ自動機製作所を吸収合併
- 2001年　大阪技術センターを改修、ショールームを開設
- 2003年　富山県富山市に富山営業所を開設
- 日本証券業協会へ店頭登録
- 2004年　日本証券業協会への店頭登録を取消し、ジャスダック証券取引所に株式を上場
- 2005年　ファーマリード・エンジニアリング（株）を設立
- 2010年　三晴精機（株）（現・千葉県八街市）を連結子会社化
- 2011年　ISO9001およびISO14001認証取得
- 2013年　千葉県八街市に関東工場を開設
- 2015年　子会社ファーマリード・エンジニアリング（株）を吸収合併
- 2022年　株式公開買付の実施により（株）エムズの子会社となる
- 東京証券取引所上場廃止
- 2023年　（株）ミューチュアルを存続会社として（株）エムズと合併

## 主な営業拠点など（国内）
- 大阪技術センター（大阪府泉大津市）
- 東京技術センター（埼玉県越谷市）
- 関東工場（千葉県八街市）

- 東京支店、富山営業所、静岡事務所・福岡事務所